# Серяк (озеро)
Серяк — пресноводное озеро на территории городского поселения Зеленоборского Кандалакшского района Мурманской области.

## Общие сведения
Площадь озера — 24,1 км², площадь водосборного бассейна — 26000 км². Располагается на высоте 17,0 метров над уровнем моря.
Форма озера лопастная, продолговатая: оно более чем на семнадцать километров вытянуто с северо-запада на юго-восток. Берега изрезанные, каменисто-песчаные, преимущественно возвышенные.
Через озеро течёт река Ковда, впадающая в Белое море.
С севера в Серяк впадает протока без названия, вытекающая из озера Гангос.
В озере расположено более трёх десятков безымянных островов различной площади, рассредоточенных по всей площади водоёма, однако их количество может варьироваться в зависимости от уровня воды.
Вдоль северо-восточного берега озера проходит линия железной дороги Санкт-Петербург — Мурманск.
Населённые пункты вблизи водоёма отсутствуют.
Код объекта в государственном водном реестре — 02020000611102000001884.